# Chogha Golan

Localisation de Chogha Golan et des principaux sites du néolithique précéramique du Zagros et de Mésopotamie.

Chogha Golan est un site archéologique du Néolithique précéramique situé en Iran, au pied des montagnes du Zagros, dans la province d'Ilam.
Le site a été fouillé en 2009 et 2010 par une équipe d'archéologues allemands de l'Université de Tübingen, dirigée par Simone Riehl, et le Centre de recherche archéologique iranien.
Chogha Golan s'étend sur environ 3 hectares, et y ont été repérés 11 niveaux d'occupation, tous datés du néolithique acéramique, datés d'entre 12 000 et 9 800 ans avant le présent calibré. Cela en fait le plus ancien site néolithique connu en Iran avec Sheikh-e Abad. Cette occupation sur une longue durée, par des groupes importants pour la période, a laissé sur 8 mètres de dépôts un matériel archéologique abondant et diversifié: traces de murs plâtrés, industrie lithique, vaisselle en pierre, objets en os gravés, figurines en argile.
Les restes botaniques sont très abondants et document sur une très longue durée les débuts de l'agriculture. Ils indiquent qu'on trouvait à proximité du site des variantes sauvages de plusieurs des plantes fondatrices du néolithique : orge, blé, lentilles, pois en premier lieu. La présence abondante de ces plantes dès les premiers niveaux, aussi de balle des céréales et de « mauvaises herbes » typiques de champs cultivés semble indiquer qu'une forme d'agriculture primitive y est pratiquée. En revanche dans les niveaux suivants la proportion de l'orge sauvage et des mauvaises herbes décroît. De l'amidonnier morphologiquement domestique apparaît dans les niveaux les plus récents, et la part de cette plantes augmente considérablement, de même que celle des mauvaises herbes. Cela indique que le Zagros est un des foyers de domestication des plantes, au même titre que le Levant nord et sud contemporains.
Les restes animaux sont très variés : caprins, sangliers, gazelles, ânes sauvages, bovidés, lièvres, rongeurs, oiseaux et poissons, etc.